# Cardamine subcarnosa
Cardamine subcarnosa är en korsblommig växtart som först beskrevs av Joseph Dalton Hooker, och fick sitt nu gällande namn av Harry Howard Barton Allan. Cardamine subcarnosa ingår i släktet bräsmor, och familjen korsblommiga växter. Inga underarter finns listade i Catalogue of Life.